# Saison 2018 de l'équipe cycliste Amore & Vita-Prodir
La saison 2018 de l'équipe cycliste Amore & Vita-Prodir est la quatorzième de cette équipe.

## Préparation de la saison 2018

### Arrivées et départs
| Arrivées          | Équipe 2017                   |
| ----------------- | ----------------------------- |
| Sufa Arjan        |                               |
| Māris Bogdanovičs | Rietumu-Delfin                |
| Jan-André Freuler | Maloja Pushbikers             |
| Davide Gabburo    | Big Hunter Beltrami Seanese   |
| Iltjan Nika       | D'Amico-Utensilnord           |
| Colin Stüssi      | Roth-Akros                    |
| Mirko Trosino     | Wilier Triestina-Selle Italia |
| Kristian Yustre   | UC Pistoiese                  |
| Antonio Zullo     | Futura-Rosini                 |

| Départs          | Équipe 2018            |
| ---------------- | ---------------------- |
| Danilo Celano    | Caja Rural-Seguros RGA |
| Mikel Elorza     | Inteja-Dominican       |
| David Galarreta  | CC Rías Baixas         |
| Redi Halilaj     |                        |
| Uri Martins      | Retraite               |
| Josep Miralles   | Dare Gaviota           |
| Donald Mukaj     |                        |
| Yovcho Yovchev   |                        |
| Marco Zamparella | Sovac-Natura4Ever      |
| Marlen Zmorka    |                        |

## Coureurs et encadrement technique

### Effectif
| Cycliste            | Date de naissance | Nationalité | Équipe 2017                      |  |
| ------------------- | ----------------- | ----------- | -------------------------------- |  |
| Sufa Arjan          | 17 mars 1996      | Albanie     |                                  |  |
| Besmir Banushi      | 24 juillet 1988   | Albanie     | Amore & Vita-Selle SMP-Fondriest |  |
| Marco Bernardinetti | 11 juillet 1991   | Italie      | Amore & Vita-Selle SMP-Fondriest |  |
| Māris Bogdanovičs   | 19 novembre 1991  | Lettonie    | Rietumu-Delfin                   |  |
| Pierpaolo Ficara    | 16 février 1991   | Italie      | Amore & Vita-Selle SMP-Fondriest |  |
| Jan-André Freuler   | 25 février 1992   | Suisse      | Maloja Pushbikers                |  |
| Davide Gabburo      | 1er avril 1993    | Italie      | Big Hunter Beltrami Seanese      |  |
| Klinti Grembi       | 11 mars 1995      | Albanie     | Amore & Vita-Selle SMP-Fondriest |  |
| Iltjan Nika         | 23 mars 1995      | Albanie     | D'Amico-Utensilnord              |  |
| Velia Olsian        | 20 janvier 1994   | Albanie     | Amore & Vita-Selle SMP-Fondriest |  |
| Colin Stüssi        | 4 juin 1993       | Suisse      | Roth-Akros                       |  |
| Autin Sufa          | 20 juillet 1988   | Albanie     | Amore & Vita-Selle SMP-Fondriest |  |
| Mirko Trosino       | 19 octobre 1992   | Italie      | Wilier Triestina-Selle Italia    |  |
| Kristian Yustre     | 26 novembre 1993  | Colombie    | UC Pistoiese                     |  |
| Antonio Zullo       | 31 août 1993      | Italie      | Futura-Rosini                    |  |